# Desmodora striatocephala
Desmodora striatocephala is een rondwormensoort uit de familie van de Desmodoridae. De wetenschappelijke naam van de soort is voor het eerst geldig gepubliceerd in 2008 door Tchesunov.